# Edith Rachel Cohen

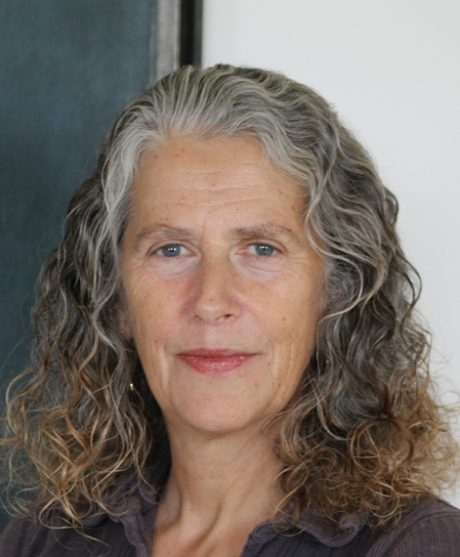
Edith Cohen

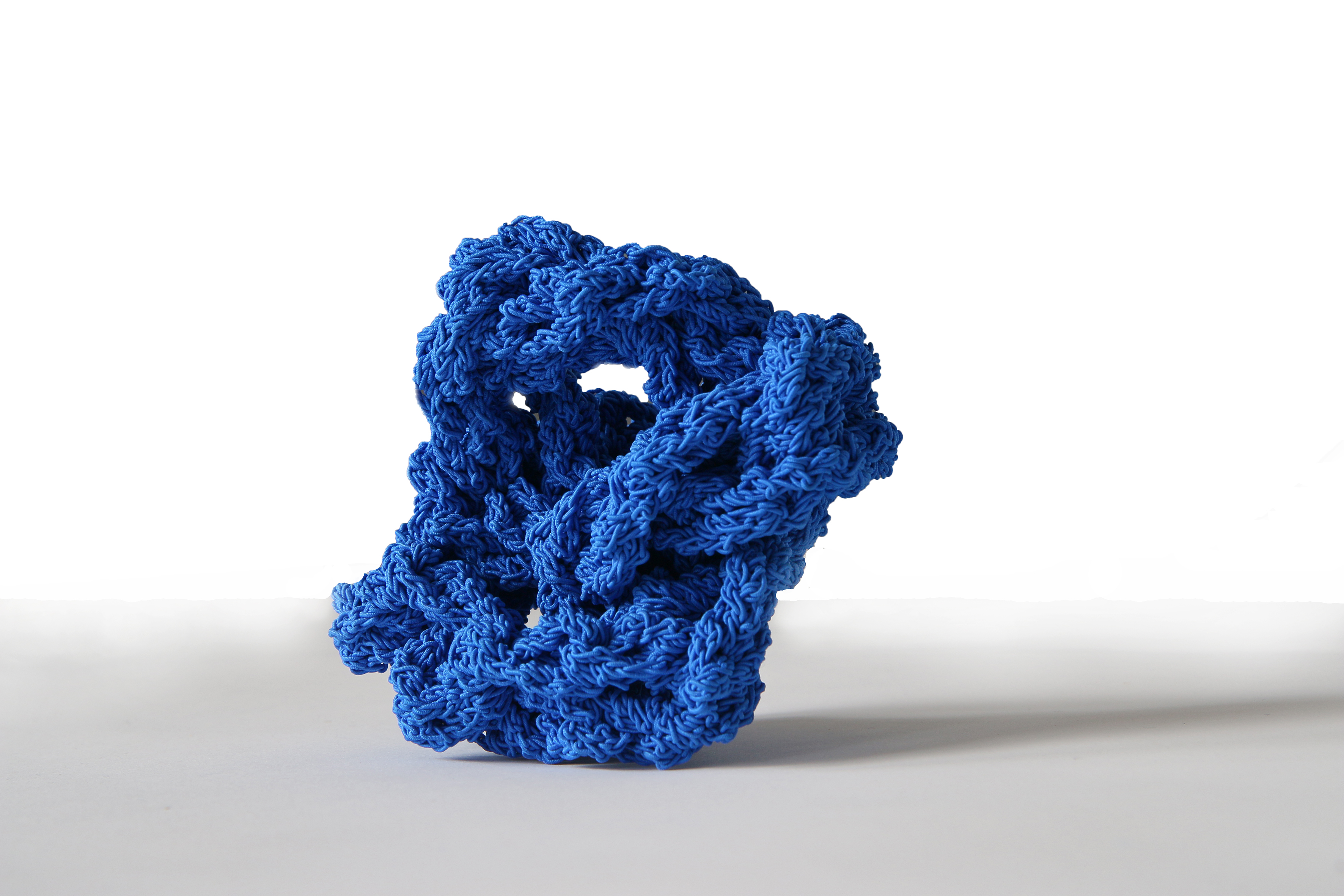
tweehonderdvijftig meter gehaakt hoedeneleastiek

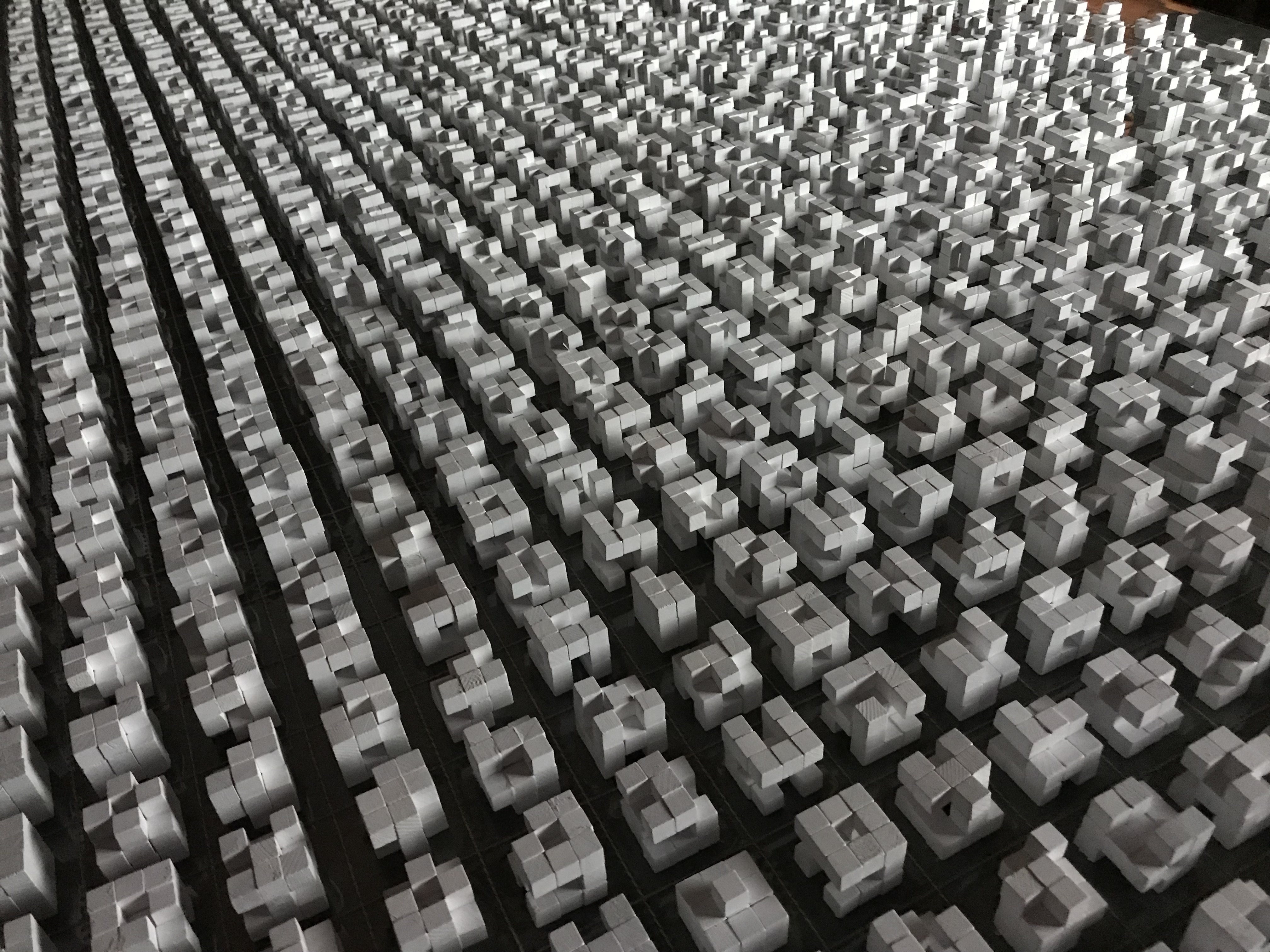
configuratie 1200 figuren bestaande uit 1x1x1 kubussen die in een 3x3x3 kubus passen

Edith Rachel Cohen (Den Helder, 1953) is een Nederlandse beeldend kunstenaar en docent.

## Biografie
Edith Rachel Cohen is geboren in Den Helder en bracht haar jeugd door in Friesland en Utrecht. Haar Joodse achtergrond en opvoeding werken door in haar werk als schrijver en beeldend kunstenaar. 
Edith Rachel Cohen is opgeleid als onderwijzeres, docent dramatische vorming en docent levensbeschouwing. Ze heeft de post-hbo-opleiding kunstmanagement, kunstbeleid en kunstbemiddeling gevolgd. Als beeldend kunstenaar is zij opgeleid aan het Utrechts Centrum voor de Kunsten in de driejarige Beeldende Route.

## Werkwijze
De rode draad in haar werk is het vormgeven van de herhaling van patronen, die altijd verschillend zijn. Ze gebruikt in haar werk oude technieken zoals borduren, vlechten en boetseren. Ze onderzoekt in haar werk elementaire drie-dimensionale vormen. Ze wordt geïnspireerd door de veelheid aan geometrische vormen in de wiskunde. Ze brengt alle variaties in kaart en maakt uit deze variatie een persoonlijke en artistieke selectie voor haar beeldend werk.

## Tentoonstellingen
- 2011 groepstentoonstelling International Day of Peace, De Dom, Utrecht
- 2013 ‘Staples’, Theater Aan de Slinger, Houten
- 2014 Galerie Kunst bij Karel, Gorinchem
- 2015 'Papier in de Hoofdrol, Nederlandse papierkunst van NU' Gorcums Museum[3]
- 2016 Groepstentoonstelling Galerie Niek Waterbolk, Utrecht
- 2017 Solotentoonstelling, Cultuurhuis Schoneveld, Houten
- 2018 University College van Rotterdam: Eén Model
- 2018 Groepstentoonstelling Galerie Niek Waterbolk, Utrecht

## Andere activiteiten
Edith Rachel Cohen was in 1984 initiatiefnemer, medeoprichter en directeur van de Schrijversvakschool ’t Colofon.
Zij schreef tussen 1986 en 1992 televisiedrama voor de AVRO en BRT Zij ontwikkelde met haar eigen bedrijf Winst-en-Gevend de methode Eenvoudig Denken (het beschouwen van de interne dialoog) en Edge; Eenvoudig Denken Gesprek. Een gespreksmodel waarmee je in één gesprek een passend antwoord krijgt op een vraag. Ze gaf individuele consulten met deze methode en leidde docenten op. Ze was in deze periode ook actief als adviseur voor kunstenaars.  Van 2003 tot 2010 was zij Humanistisch Geestelijk Verzorger bij de Krijgsmacht en nam met de Marine deel aan twee buitenlandse missies. Vanaf 2010 is zij lid van de Klachtencommissie GGZ inGeest te Amsterdam.

## Publicaties
- Altijd een antwoord. Interview. Nieuw Israëlitisch Weekblad, nr. 4, 23 oktober 2009
- expeditie 2008-2011. De beeldend kunstwedstrijd voor amateurkunstenaars uit stad en provincie Utrecht. Kunstuitleen Utrecht, 2011
- Eenvoudig Denken
- Beeldend Werk 2000-2015